# Маррей, Джейми
Дже́йми Ро́берт Ма́ррей (англ. Jamie Robert Murray; род. 13 февраля 1986, Данблейн, Великобритания) — британский теннисист, бывшая первая ракетка мира в парном разряде; победитель двух турниров Большого шлема в парном разряде (Открытый чемпионат Австралии-2016 и Открытый чемпионат США-2016); победитель пяти турниров Большого шлема в миксте (Уимблдон-2007, 2017; Открытый чемпионат США-2017, 2018, 2019); победитель 34 турниров ATP в парном разряде. Старший брат Энди Маррея.

## Общая информация
Джейми — из теннисной семьи: его мама — Джуди — признанный шотландский теннисный тренер, капитан сборной Великобритании в Кубке Федерации, а его младший брат — Энди — один из сильнейших теннисистов мира в начале XXI века.
28 октября 2010 года Джейми оформил отношения со своей подругой Алехандрой Гутьеррес.
Британец в теннисе с четырёх лет; любимые покрытия — трава и зальный хард.

## Спортивная карьера

### Начало карьеры
Джейми Маррей специализируется на выступлениях в парном разряде. За всю свою профессиональную карьеру он не выиграл ни одного титула в одиночном разряде и не поднимался в одиночном рейтинге выше 834-го места. Профессиональную карьеру начал в 2004 году. Первые парные титулы на турнирах серии «фьючерс» завоевал в 2005 году, выиграв за сезон в общей сложности восемь «фьючерсов». В начале 2006 года он выигрывает ещё два парных «фьючерса», а в июне дебютирует в ATP-туре, сыграв в паре с братом Энди на турнире в Ноттингеме. Через неделю после этого состоялся его дебют и на турнире серии Большого шлема, когда он выступил в паре с Колином Флемингом на Уимблдонском турнире. В конце июля в Лос-Анджелесе Маррей впервые выходит в финал турнира АТП совместно с американским теннисистом Эриком Бутораком, где их дуэт уступил Бобу и Майку Брайанам — 2-6, 4-6. В сентябре в альянсе с Джейми Дельгадо он выиграл первый титул из серии «челленджер», проводившимся в Комо. В этом же месяце Джейми в альянсе с братом Энди выходит в финал турнира в Бангкоке, где они проиграли Энди Раму и Йонатану Эрлиху со счётом 2-6, 6-2, [4-10]. Этот результат позволил британцу впервые войти в топ-100 мирового парного рейтинга.
В феврале 2007 года Маррей в паре с Эриком Бутораком выиграл «челленджер» в Далласе. Через неделю их дуэт выиграл дебютный титул АТП на турнире в Сан-Хосе. В финале были обыграны Крис Хаггард и Райнер Шуттлер — 7-5, 7-6(6). На следующей неделе Бутораку и Маррею удается выиграть и второй турнир подряд на этот раз в Мемфисе, обыграв в финальной встрече австрийский дуэт Юрген Мельцер и Юлиан Ноул (7-5, 6-3). В апреле Джейми впервые сыграл за сборную Великобритании в отборочном раунде розыгрыша Кубка Дэвиса. Третью победу в сезоне на турнирах АТП Буторак и Маррей одержали за неделю до Уимблдонского турнира в Ноттингеме. На этот раз в финале они переигрывают британскую пару Джошуа Гудолл и Росс Хатчинс (4-6, 6-3, [10-5]). На самом Уимблдонском турнире к нему приходит громкий успех. В соревнованиях смешанных пар вместе с сербской теннисисткой Еленой Янкович, обыграв в финале Алисию Молик и Йонаса Бьоркмана со счётом 6-4, 3-6, 6-1, Джейми Маррей выигрывает первый в карьере титул из серии Большого шлема.
| Стадия  | Соперники                      | Посев | Счёт              |
| 1 раунд | Сара Борвелл Ричард Блумфилд   | WC    | 3-6 7-6(4) 6-2    |
| 2 раунд | Янь Цзы Марк Ноулз             | 3     | 7-6(4) 6-7(5) 6-3 |
| 3 раунд | Сунь Тяньтянь Юлиан Ноул       | 14    | 6-3 7-6(1)        |
| 1/4     | Кара Блэк Марцин Матковский    | 9     | 7-6(1) 6-7(4) 7-5 |
| 1/2     | Елена Лиховцева Даниэль Нестор | 11    | 6-4 4-6 6-4       |
| Финал   | Алисия Молик Йонас Бьоркман    | 5     | 6-4 3-6 6-1       |

В феврале 2008 года Маррей совместно с Максимом Мирным побеждает в финале турнира в Делрей-Бич Боба и Майка Брайанов — 6-4, 3-6, [10-6]. В апреле в паре с Кевином Ульеттом уступает в финале Джеффу Кутзе и Уэсли Муди — 2-6, 6-4, [8-10] на турнире в Эшториле. На турнире в Ноттингеме ему не удается второй год взять титул — в паре с Джеффом Кутзе Джейми уступает в финальном матче Бруно Соаресу и Кевину Ульетту (2-6, 6-7(5)). В смешанном разряде на Открытом чемпионате США 2008 года он второй раз в карьере достигает финала на турнире Большого шлема. На этот раз в паре с американкой Лизель Хубер он уступает в решающем матче Каре Блэк и Леандеру Паесу (6-7(6), 4-6).

### 2009—2014

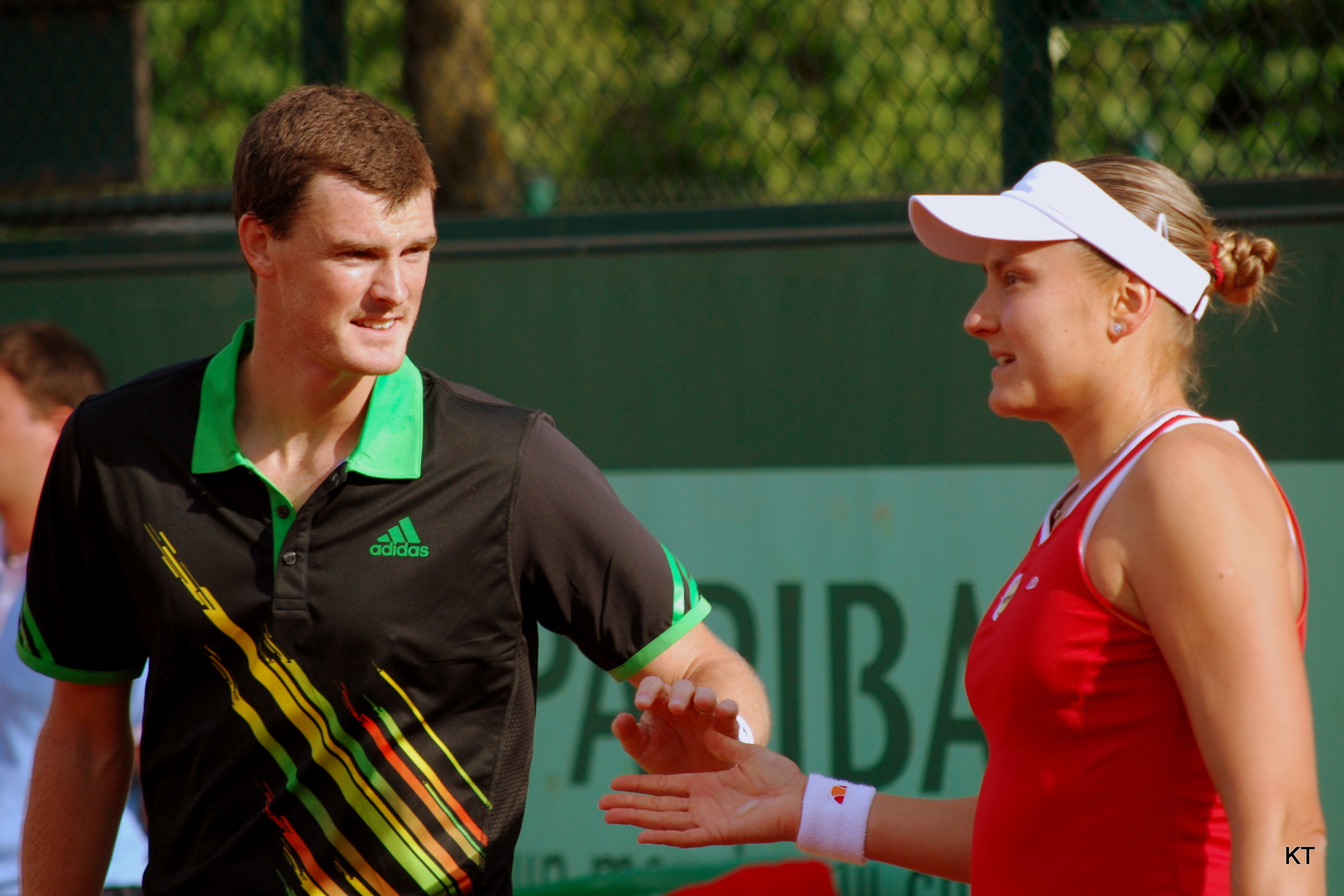
Маррей в паре с Надеждой Петровой на Открытом чемпионате Франции 2011 года

По сравнению с прошлым сезоном результаты Маррея в 2009 году заметно ухудшились. В августе он смог выиграть «челленджер» в Трани, в сентябре ещё два парных «челленджера» в Алфен-ан-де-Рейне и Любляне, а в ноябре «челленджер» в Астане. По итогам 2009 года он покинул пределы первой сотни парного рейтинга. В январе 2010 года он выиграл «челленджер» в Салинасе, а в феврале в Бергамо. Ещё один «челленджер» он берёт в октябре в Ташкенте. В ноябре 2010 года вместе с братом Энди Марреем побеждает на турнире в Валенсии, обыграв в финальном поединке Максима Мирного и Махеша Бхупати 7-6(8), 5-7, [10-7]. Под конец сезона он выигрывает ещё один парный трофей на «челленджере» в Братиславе.
Первый титул в 2011 году Маррей завоевал уже в сентябре, когда смог победить совместно с Андре Са на турнире в Меце. Через две недели после этого он выиграл второй в сезоне титул на турнире в Токио, где он выступил в паре со своим братом Энди. В феврале 2012 года Джейми совместно с австралийским теннисистом Полом Хенли вышел в финал турнира в Монпелье.
В апреле 2013 года Маррей завоевал первый титул АТП на грунтовом покрытии. Он выиграл его на турнире в Хьюстоне, разделив успех со своим партнёром Джоном Пирсом. В июне Маррей Пирс выиграли «челленджер» на траве в Ноттингеме. В июле они выигрывают ещё один титул АТП на грунте на турнире в Гштаде. На Открытом чемпионате США Джейми и Джон смогли выйти в стадию 1/4 финала. В осенней части сезона им удалось взять парный трофей на турнире в Бангкоке, который стал для Маррея десятым на турнирах АТП, а также выйти в финал в Токио. По итогам 2013 года Маррей занял 30-е место в парном рейтинге.
В сезоне 2014 года первый титул Маррей и Пирс завоевали в мае на грунтовом турнире в Мюнхене. В июне на травяном турнире в Лондоне они смогла дойти до финала, где проиграли паре Александр Пейя и Бруно Соарес со счётом 6-4, 6-7(4), [4-10]. В августе они ещё раз сыграли в финале на турнире в Уинстон-Сейлеме. В сентябре Маррей и Пирс вышли в финал на турнире в Куала-Лумпуре.

### 2015—2016 Победы на Большом шлеме и № 1 парного рейтинга.

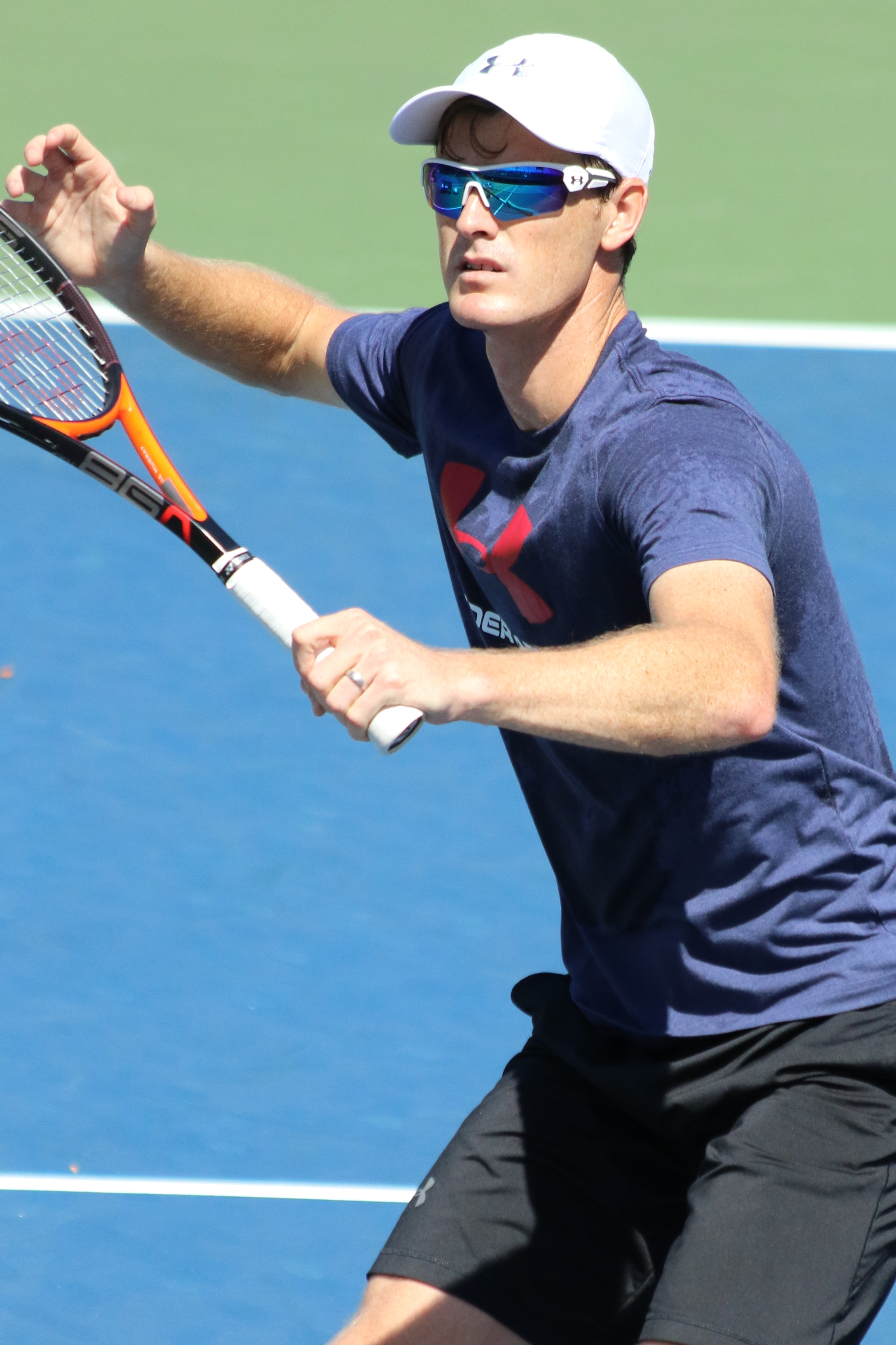
Маррей на победном для себя Открытом чемпионате США 2016 года

В 2015 году Маррей продолжил сотрудничество с Джоном Пирсом. В начале сезона их дуэт стал чемпионом парного розыгрыша турнира в Брисбене. В феврале того же года на зальном турнире в Роттердаме им удалось дойти до финала. В апреле они также сыграли в решающем матче на грунтовом турнире в Барселоне. На Уимблдонском турнире Маррей и Пирс смогли выйти в финал. В решающем матче за титул Большого шлема они проиграл паре Жан-Жюльен Ройер и Хория Текэу со счётом 6-7(5), 4-6, 4-6. Меньше чем через месяц после этого финала Маррей и Пирс смогли выиграть турнир в Гамбурге. На Открытом чемпионате США, как и на Уимблдонском турнире, пара Маррей Пирс смогла выйти в финал, но они вновь остановились в шаге от титула Большого шлема, проиграв на этот раз французскому дуэту Николя Маю и Пьер-Юг Эрбер со счётом 4-6, 4-6. После выступления в США Джейми смог в парном рейтинге подняться в топ-10.
Осенью Маррей и Пирс вышли ещё в два финала на турнирах в Вене и Базеле, но в обоих проиграли. В концовке сезона они приняли участие в Итоговом турнире года и, выиграв один матч и проиграв два в своей группе, покинули турнир до полуфинала. По итогам года Маррей занял 7-е место парного рейтинга. В октябре Маррей и Пирс приняли решение о разрыве своей пары и поиске новых партнёров на следующий сезон. Автопроизводитель «Пежо» заключили с Джейми Марреем спонсорское соглашение, рассчитанное на срок два года до 2017. На протяжении всего сезона 2015 года Маррей выступал за сборную Великобритании в розыгрыше Кубка Дэвиса. За исключением первого раунда, где он сыграл в паре с Домиником Инглотом, в остальных раундах розыгрыша Кубка Дэвиса Маррей выступал в паре с братом Энди. С Домиником в первом раунде Джейми свой матч проиграл, а с Энди выиграл все три парные встречи, принеся очки в общую копилку для сборной. В итоге в розыгрыше 2015 года Великобритания смогла завоевать Кубок Дэвиса впервые с 1936 года.
С 2016 года для Маррея постоянным партнёром по выступлениям в парном разряде становится бразилец Бруно Соарес. Результат их сотрудничества стал ощутим уже в начале сезона. Уже на втором совместном в сезоне турнире в Сиднее они смогли выиграть титул. На первом в сезоне Большом шлеме — Открытом чемпионате Австралии Маррей и Соарес смогли выиграть мужские парные соревнования. В финале они обыграли Даниэля Нестора и Радека Штепанека. С Энди Марреем, проигравшим в одиночном финале, это стал первый раз в истории, когда два брата достигли отдельных финалов в одном и том же Большом шлеме со времен Лоуренса и Реджинальда Доэрти на чемпионате Уимблдона 1906 года. Следовательно, Джейми стал второй ракеткой мира в парном рейтинге в то время как Энди был второй ракеткой в одиночном рейтинге. Это стал первый раз, когда братья достигли этого достижения.
| Стадия  | Соперники (посев)                    | Рейтинг   | Счёт              |
| 1 раунд | Айсам-уль-Хак Куреши Джонатан Маррей | 37 / 72   | 6-3 6-4           |
| 2 раунд | Мариуш Фирстенберг Ежи Янович        | 52 / -    | 7-5 6-3           |
| 3 раунд | Доминик Инглот Роберт Линдстедт (11) | 23 / 26   | 6-3 6-4           |
| 1/4     | Равен Класен Раджив Рам (13)         | 21 / 36   | 6-7(3) 6-4 7-6(3) |
| 1/2     | Адриан Маннарино Люка Пуй            | 223 / 270 | 6-3 6-1           |
| Финал   | Даниэль Нестор Радек Штепанек        | 19 / 82   | 2-6 6-4 7-5       |

28 марта 2016 года, благодаря потере рейтингов очков лидера парной классификации Марсело Мело, Маррей смог обойти его и стать первой ракеткой мира в парном разряде. В апреле на турнире серии Мастерс в Монте-Карло Маррей и Соарес выходят в финал. где проигрывают Николя Маю и Пьер-Югу Эрберу. Лидерство в парной классификации для Джейми продлилось до 8 мая, когда на вершину смог вернуться Марсело Мело. Через пять недель британец вновь сместил Мело на вершине и продержался на ней ещё пять недель до 10 июля. На Уимблдонском турнире Маррей и Соарес вышли в четвертьфинал. В конце июля они смогли выйти в финал на Мастерсе в Торонто, но проиграли его Ивану Додигу и Марсело Мело (4-6, 4-6). В августе Джейми принял участие в первой в своей карьере Олимпиаде, которая проводилась в Рио-де-Жанейро. В мужских парах он выступил со своим братом Энди, а в миксте с Йоханной Контой, но в обоих разрядах он выбыл уже в первом раунде. На Открытом чемпионате США 2016 года Маррея и Соареса ждал успех. Они смогли выиграть второй Большой шлем в сезоне.
| Стадия  | Соперники (посев)                          | Рейтинг    | Счёт           |
| 1 раунд | Жуан Соуза Гаштан Элиаш                    | 98 / 151   | 6-3 6-7(3) 7-5 |
| 2 раунд | Марцин Матковский Ю. Мельцер (PR)          | 33 / 1 208 | 6-1 6-1        |
| 3 раунд | Брайан Бейкер Маркус Даниэлл (PR)          | 135 / 58   | 6-3 7-6(7)     |
| 1/4     | Крис Гуччоне Андре Са                      | 46 / 68    | 7-6(9) 2-6 6-3 |
| 1/2     | Николя Маю Пьер-Юг Эрбер (1)               | 1 / 2      | 7-5 4-6 6-3    |
| Финал   | Гильермо Гарсия-Лопес Пабло Карреньо Буста | 172 / 61   | 6-2 6-3        |

В течение сезона Джейми выступал за сборную Великобритании в Кубке Дэвиса и выиграл все свои три парных матча (два с Энди и один в Домиником Инглотом). Несмотря на очки в парных встречах, Великобритания не смогла защитить прошлогодний титул, уступив в полуфинале Аргентине с общим счётом 3-2. В конце сезона Маррей и Соарес приняли участие в Итоговом турнире, где смогли выйти из своей группы с первого места и выиграть все три матча. Несмотря на это в полуфинале они проиграли паре Максим Мирный и Трет Конрад Хьюи. По итогам сезона Джейми занял 4-е место в парном рейтинге.
Маррей получил награду Ордена Британской империи (OBE) в 2016 году за заслуги в теннисе и благотворительности.

### 2017—2018 (титулы на Уимблдоне и Открытом чемпионате США в миксте)

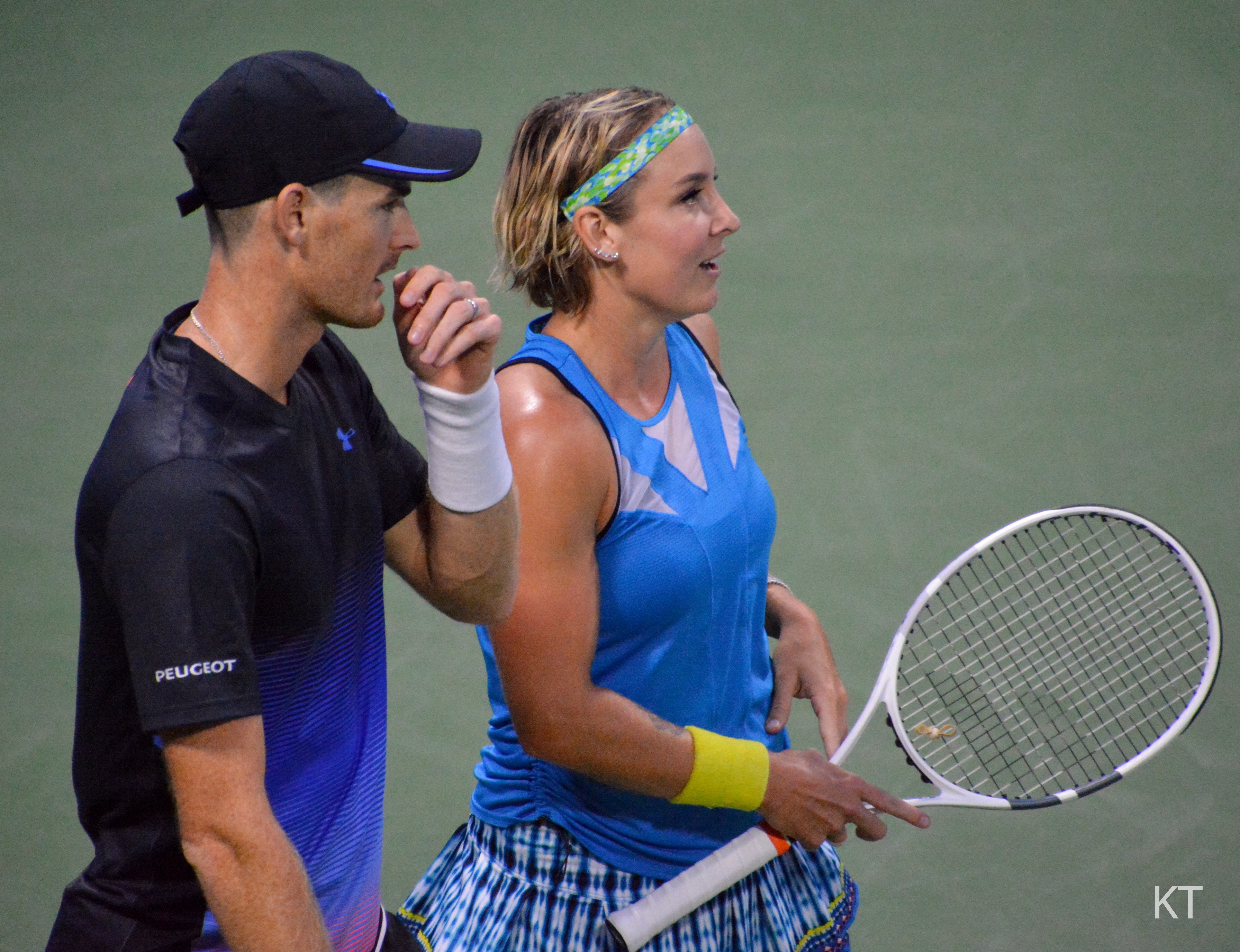
В паре с Бетани Маттек-Сандс на Открытом чемпионате США 2018 года

В январе Маррей и его партнер Бруно Соарес вышли в финал Сиднейского международного турнира, проиграв голландской паре Уэсли Колхоф и Матве Мидделкоп. В марте они выиграли свой первый титул 2017 года на турнире в Акапулько, победив американца Джона Изнера и испанца Фелисиано Лопеса. В июне Маррей и Соарес вышли в четвертьфинал на Открытом чемпионате Франции, но проиграли в трёх сетах будущим финалистам Сантьяго Гонсалесу и Дональду Янгу. Тем не менее, они продолжали выигрывать титулы в парном разряде во время сезона травяного корта, как на турнире в Штутгарте, победив Оливера Мараха и Мате Павича в трёх сетах, так и на чемпионате Королевского клуба в Лондоне, победив французский дуэт Жюльена Беннето и Эдуара Роже-Васслена.
На Уимблдонском турнире 2017 года Маррей и Соарес снова выступили не совсем удачно, проиграв паре Сэм Грот и Роберт Линдстедт во втором раунде. Однако Маррей на этом турнире выиграл титул в смешанном парном разряде вместе с Мартиной Хингис, не проиграв ни одного сета. Они победили в финале действующих чемпионов: соотечественницу Хезер Уотсон и финна Хенри Континена (первый номер рейтинга в мужском парном разряде). Это случилось ровно через 10 лет после того, как Джейми выиграл свой первый титул на Уимблдоне в миксте с партнёром Еленой Янкович, и его четвертый Большой шлем в целом.
В августе на Мастерсе в Цинциннати он и Соарес проиграли в финале французской паре Пьер-Юге Эрбер и Николя Маю. В сентябре 2017 года на Открытом чемпионате США Маррей снова стал партнёром Мартины Хингис в смешанном парном разряде. Они обыграли Чжань Хаоцин и Майкла Винуса в трёх сетах за 69 минут в финале, и, таким образом, выиграли второй турнир Большого шлема подряд в миксте, доведя победную серию до 10-0 на Большом шлемах. Джейми и его партнёр Соарес проиграли в четвертьфинале мужского парного разряда будущим победителям Жан-Жюльену Ройеру и Хории Текэу. В осенней части сезона Маррей и Соарес сыграли в одном финале на турнире в Токио. На Итоговом турнире их пара смогла выйти в полуфинал.
В январе 2018 года Маррей и Соарес вышли в финал турнира в Дохе. В начале марта Маррей и Соарес защитили свой титул на турнире в Акапулько. В июне они вышли в финал турнира в Лондоне, а на Уимблдоне смогли доиграть до четвертьфинала. На Уимблдоне Маррей и его новая партнёрша по смешанному парному разряду Виктория Азаренко вышли в финал, но потерпели поражение в двух сетах.
В августе Маррей и Соарес стали чемпионами турнира в Вашингтоне и победили на Мастерсе в Цинциннати. Результатом на Открытом чемпионате США стал выход в четвертьфинал. Маррей в США второй год подряд выиграл соревнования в миксте, на этот раз вместе с американкой Бетани Маттек-Сандс. Это был шестой титул Большого шлема у Маррея в целом и четвёртый в миксте. В октябре Маррей и Соарес сыграли в финале Мастерса в Шанхае, а в конце сезона доиграли до полуфинала Итогового турнира.

### 2019—2022

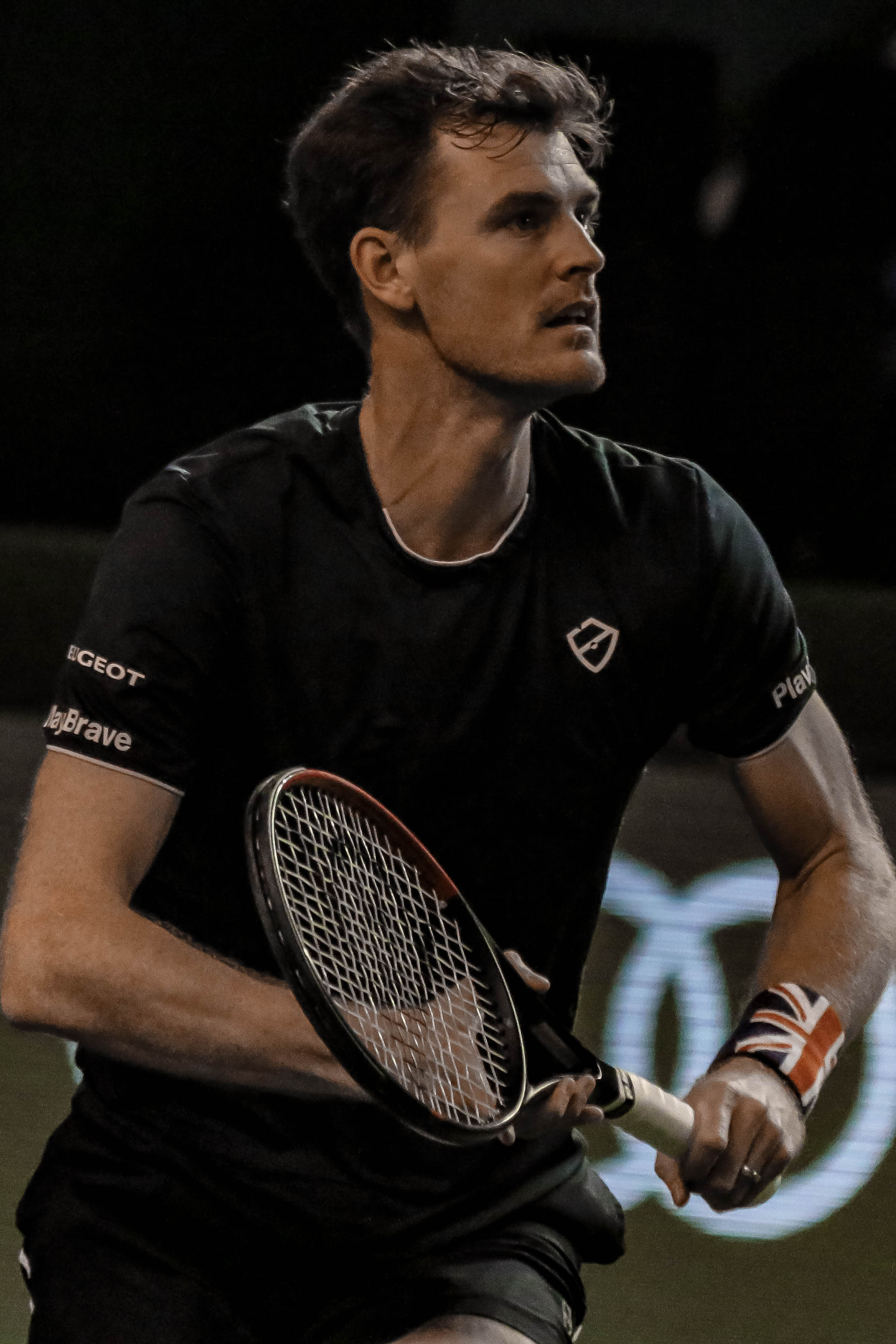
Маррей на Мастерсе в Париже 2019 года

В начале 2019 года Маррей и Соарес смогли выиграть турнир в Сиднее. Затем они вышли в мужской парный четвертьфинал Открытого чемпионата Австралии. С тем же результатом Джейми Маррей выступил и в смешанном парном разряде с Бетани Маттек-Сандс. В апреле Маррей и Соарес смогли выйти в финал турнира в Барселоне. После снижения результатов, включая вылет в первом раунде на Открытом чемпионате Франции, Маррей расстался с Соаресом и сформировал новое партнёрство с британцем Нилом Скупски. Новый дуэт проиграл в первом раунде на Уимблдонском турнире, а в смешанном парном разряде Маррей и Маттек-Сандс проиграли во втором раунде.
В четвертьфинале Мастерса в Цинциннати Джейми Маррей (обладатель титула с Соаресом) и Нил Скупски встретились с парой Фелисиано Лопес и Энди Маррей . Джейми и Скупски выиграли в трёх сетах, пройдя в полуфинал. Братья Марреи объединились в пару для участия в турнире в Вашингтоне (где Джейми также был действующим чемпионом) двумя неделями ранее, выбыв в четвертьфинале. На Открытом чемпионате США вместе с Нилом Скупски он дошёл до полуфинала, где уступили паре Хуан Себастьян Кабаль и Роберт Фара на двух тай брейках. Маррей с Маттек-Сандс выиграл в США в смешанном парном разряде второй год подряд (и третий для Маррея). В конце сезона Джейми Маррей и Нил Скупски играли за сборную Великобритании в финальном турнире Кубке Дэвиса. На групповом этапе они выиграли обе своих встречи, каждая из которых была решающей. Первая победа была одержана над парой из Нидерландов Уэсли Колхофом и Жаном-Жюльеном Ройером. Вторая над парой из Казахстана Александр Бублик и Михаил Кукушкин. В четвертьфинале сборная Великобритании победила Германию 2:0, и парная встреча не понадобилась. В полуфинале им противостояла Испания, и дело дошло до парной встречи. Маррей и Скупски проиграли паре Рафаэл Надаль и Фелисиано Лопес — 6:7(3), 6:7(8).
Джейми Маррей выступал на Кубке ATP 2020 года за команду Великобритании. Он играл парные матчи вместе с Джо Солсбери. Великобритании дошла до четвертьфинала, где встречалась со сборной Австралии. После двух одиночных матчей счёт был 1:1, и парная встреча была решающей. Маррей и Солсбери проиграли в супертайбрейке паре Алекс де Минор и Ник Кирьос. На Открытом чемпионате Австралии Маррей в альянсе с Маттек-Сандс остановился в шаге от завоевания очередного Большого шлема. В финале они проиграли Барборе Крейчиковой и Николе Мектичу — 7:5, 4:6, [1-10]. После перерыва в сезоне Джейми Маррей и Нил Скупски сыграли в финале мастерса в Нью-Йорке, который в 2020 году перенесли из Цинциннати. На Открытых чемпионатах США и Франции они проиграли в 1/4 финала. В конце сезона их пара вышла в финал в Вене, а затем выиграли турнир в Софии.
В 2021 году Маррей воссоединился в команду с Бруно Соаресом и уже на первом турнире в году (в Мельбурне) смогли выиграть титул. На Открытом чемпионате Австралии они доиграли до полуфинала, однако уступили Радживу Раму и Джо Солсбери. В августе Маррей сыграл на Олимпиаде в Токио в паре с Нилом Скупски, где они проиграли во втором раунде. Маррей и Соарес долго не показывали сильных результатов, однако на Открытом чемпионате США им удалось показать стабильную игру и выйти в финал. Здесь они вновь проиграли дуэту Раджив Рам и Джо Солсбери (6:3, 2:6, 2:6). В октябре Маррей и Соарес выиграли второй титул в сезоне, взяв его на турнире в Санкт-Петербурге. На Итоговом турнире они проиграли все три матча в группе и по результатам сезона 2021 года Маррей занял 19-е место парного рейтинга.
В феврале 2022 года Маррей и Соарес сыграли первый финал в сезоне на турнире в Рио-де-Жанейро. В августе уже в партнёрстве с Мэттью Эбденом Маррей смог победить на турнире в Уинстон-Сейлеме.

## Рейтинг на конец года
| Год  | Одиночный рейтинг | Парный рейтинг |
| 2024 |                   | 27             |
| 2023 |                   | 16             |
| 2022 |                   | 36             |
| 2021 |                   | 19             |
| 2020 |                   | 24             |
| 2019 |                   | 23             |
| 2018 |                   | 7              |
| 2017 |                   | 9              |
| 2016 |                   | 4              |
| 2015 |                   | 7              |
| 2014 |                   | 42             |
| 2013 |                   | 30             |
| 2012 |                   | 75             |
| 2011 |                   | 35             |
| 2010 |                   | 57             |
| 2009 |                   | 105            |
| 2008 |                   | 28             |
| 2007 |                   | 32             |
| 2006 | 1148              | 77             |
| 2005 | 887               | 281            |
| 2004 |                   | 945            |
| 2003 |                   | 1 209          |

По данным официального сайта ATP на последнюю неделю года.

## Выступления на турнирах

### Финалы турниров Большого шлема в парном разряде (5)

#### Победы (2)
| №  | Год  | Турнир                       | Покрытие | Партнёр      | Соперники в финале                         | Счёт        |
| 1. | 2016 | Открытый чемпионат Австралии | Хард     | Бруно Соарес | Даниэль Нестор Радек Штепанек              | 2-6 6-4 7-5 |
| 2. | 2016 | Открытый чемпионат США       | Хард     | Бруно Соарес | Гильермо Гарсия Лопес Пабло Карреньо Буста | 6-2 6-3     |

#### Поражения (3)
| №  | Год  | Турнир                     | Покрытие | Партнёр      | Соперники в финале           | Счёт           |
| 1. | 2015 | Уимблдон                   | Трава    | Джон Пирс    | Жан-Жюльен Ройер Хория Текэу | 6-7(5) 4-6 4-6 |
| 2. | 2015 | Открытый чемпионат США     | Хард     | Джон Пирс    | Николя Маю Пьер-Юг Эрбер     | 4-6 4-6        |
| 3. | 2021 | Открытый чемпионат США (2) | Хард     | Бруно Соарес | Раджив Рам Джо Солсбери      | 6-3 2-6 2-6    |

### Финалы турнировATPв парном разряде (65)

#### Победы (34)
| Легенда                                |
| -------------------------------------- |
| Турниры Большого шлема (0+2+2)*        |
| Итоговый турнир ATP (0)                |
| Мастерс (0+1)                          |
| ATP International Gold / АТР 500 (0+9) |
| ATP International / АТР 250 (0+22)     |

| Титулы по покрытиям | Титулы по месту проведения матчей турнира |
| ------------------- | ----------------------------------------- |
| Хард (0+25)*        | Зал (0+10)                                |
| Грунт (0+6)         | Зал (0+10)                                |
| Трава (0+3+2)       | Открытый воздух (0+24+2)                  |
| Ковёр (0)           | Открытый воздух (0+24+2)                  |

* количество побед в одиночном разряде + количество побед в парном разряде + количество побед в миксте.
| №   | Дата             | Турнир                          | Покрытие   | Партнёр       | Соперники в финале                         | Счёт               |
| 1.  | 18 февраля 2007  | Сан-Хосе, США                   | Хард (зал) | Эрик Буторак  | Крис Хаггард Райнер Шуттлер                | 7-5 7-6(6)         |
| 2.  | 25 февраля 2007  | Мемфис, США                     | Хард (зал) | Эрик Буторак  | Юрген Мельцер Юлиан Ноул                   | 7-5 6-3            |
| 3.  | 23 июня 2007     | Ноттингем, Великобритания       | Трава      | Эрик Буторак  | Джошуа Гудолл Росс Хатчинс                 | 4-6 6-3 [10-5]     |
| 4.  | 17 февраля 2008  | Делрей-Бич, США                 | Хард       | Максим Мирный | Боб Брайан Майк Брайан                     | 6-4 3-6 [10-6]     |
| 5.  | 7 ноября 2010    | Валенсия, Испания               | Хард (зал) | Энди Маррей   | Махеш Бхупати Максим Мирный                | 7-6(8) 5-7 [10-7]  |
| 6.  | 25 сентября 2011 | Мец, Франция                    | Хард (зал) | Андре Са      | Лукаш Длоуги Марсело Мело                  | 6-4 7-6(7)         |
| 7.  | 9 октября 2011   | Токио, Япония                   | Хард       | Энди Маррей   | Филип Полашек Франтишек Чермак             | 6-1 6-4            |
| 8.  | 14 апреля 2013   | Хьюстон, США                    | Грунт      | Джон Пирс     | Боб Брайан Майк Брайан                     | 1-6 7-6(3) [12-10] |
| 9.  | 28 июля 2013     | Гштад, Швейцария                | Грунт      | Джон Пирс     | Пабло Андухар Гильермо Гарсия Лопес        | 6-3 6-4            |
| 10. | 29 сентября 2013 | Бангкок, Таиланд                | Хард (зал) | Джон Пирс     | Томаш Беднарек Юхан Брунстрём              | 6-3 3-6 [10-6]     |
| 11. | 4 мая 2014       | Мюнхен, Германия                | Грунт      | Джон Пирс     | Колин Флеминг Росс Хатчинс                 | 6-4 6-2            |
| 12. | 11 января 2015   | Брисбен, Австралия              | Хард       | Джон Пирс     | Александр Долгополов Кэй Нисикори          | 6-3 7-6(4)         |
| 13. | 2 августа 2015   | Гамбург, Германия               | Грунт      | Джон Пирс     | Хуан Себастьян Кабаль Роберт Фара          | 2-6 6-3 [10-8]     |
| 14. | 16 января 2016   | Сидней, Австралия               | Хард       | Бруно Соарес  | Рохан Бопанна Флорин Мерджа                | 6-3 7-6(6)         |
| 15. | 30 января 2016   | Открытый чемпионат Австралии    | Хард       | Бруно Соарес  | Даниэль Нестор Радек Штепанек              | 2-6 6-4 7-5        |
| 16. | 10 сентября 2016 | Открытый чемпионат США          | Хард       | Бруно Соарес  | Гильермо Гарсия Лопес Пабло Карреньо Буста | 6-2 6-3            |
| 17. | 4 марта 2017     | Акапулько, Мексика              | Хард       | Бруно Соарес  | Джон Изнер Фелисиано Лопес                 | 6-3 6-3            |
| 18. | 18 июня 2017     | Штутгарт, Германия              | Трава      | Бруно Соарес  | Оливер Марах Мате Павич                    | 6-7(4) 7-5 [10-5]  |
| 19. | 25 июня 2017     | Лондон, Великобритания          | Трава      | Бруно Соарес  | Жюльен Беннето Эдуар Роже-Васслен          | 6-2 6-3            |
| 20. | 3 марта 2018     | Акапулько, Мексика (2)          | Хард       | Бруно Соарес  | Боб Брайан Майк Брайан                     | 7-6(4) 7-5         |
| 21. | 5 августа 2018   | Вашингтон, США                  | Хард       | Бруно Соарес  | Майк Брайан Эдуар Роже-Васслен             | 3-6 6-3 [10-4]     |
| 22. | 19 августа 2018  | Цинциннати, США                 | Хард       | Бруно Соарес  | Хуан Себастьян Кабаль Роберт Фара          | 4-6 6-3 [10-6]     |
| 23. | 12 января 2019   | Сидней, Австралия (2)           | Хард       | Бруно Соарес  | Хуан Себастьян Кабаль Роберт Фара          | 6-4 6-3            |
| 24. | 14 ноября 2020   | София, Болгария                 | Хард (зал) | Нил Скупски   | Юрген Мельцер Эдуар Роже-Васслен           | Без игры           |
| 25. | 7 февраля 2021   | Мельбурн, Австралия             | Хард       | Бруно Соарес  | Хуан Себастьян Кабаль Роберт Фара          | 6-3 7-6(7)         |
| 26. | 31 октября 2021  | Санкт-Петербург, Россия         | Хард (зал) | Бруно Соарес  | Андрей Голубев Юго Нис                     | 6-3 6-4            |
| 27. | 27 августа 2022  | Уинстон-Сейлем, США             | Хард       | Мэттью Эбден  | Ян Зелиньский Юго Нис                      | 6-4 6-2            |
| 28. | 12 февраля 2023  | Даллас, США                     | Хард (зал) | Майкл Винус   | Натаниэль Ламмонс Джексон Уитроу           | 1-6 7-6(4) [10-7]  |
| 29. | 22 апреля 2023   | Баня-Лука, Босния и Герцеговина | Грунт      | Майкл Винус   | Франсишку Кабрал Александр Недовесов       | 7-5 6-2            |
| 30. | 27 мая 2023      | Женева, Швейцария               | Грунт      | Майкл Винус   | Марсель Гранольерс Орасио Себальос         | 7-6(6) 7-6(3)      |
| 31. | 26 сентября 2023 | Чжухай, Китай                   | Хард       | Майкл Винус   | Натаниэль Ламмонс Джексон Уитроу           | 6-4 6-4            |
| 32. | 24 февраля 2024  | Доха, Катар                     | Хард       | Майкл Винус   | Лоренцо Музетти Лоренцо Сонего             | 7-6(0) 2-6 [10-8]  |
| 33. | 27 октября 2024  | Базель, Швейцария               | Хард (зал) | Джон Пирс     | Уэсли Колхоф Никола Мектич                 | 6-3 7-5            |
| 34. | 9 ноября 2024    | Белград, Сербия                 | Хард (зал) | Джон Пирс     | Иван Додиг Скандер Мансури                 | 3-6 7-6(5) [11-9]  |

#### Поражения (31)
| №   | Дата             | Турнир                     | Покрытие   | Партнёр      | Соперники в финале                  | Счёт              |
| 1.  | 30 июля 2006     | Лос-Анджелес, США          | Хард       | Эрик Буторак | Боб Брайан Майк Брайан              | 2-6 4-6           |
| 2.  | 1 октября 2006   | Бангкок, Таиланд           | Хард (зал) | Энди Маррей  | Энди Рам Йонатан Эрлих              | 2-6 6-2 [4-10]    |
| 3.  | 20 апреля 2008   | Оэйраш, Португалия         | Грунт      | Кевин Ульетт | Джефф Кутзе Уэсли Муди              | 2-6 6-4 [8-10]    |
| 4.  | 22 июня 2008     | Ноттингем, Великобритания  | Трава      | Джефф Кутзе  | Бруно Соарес Кевин Ульетт           | 2-6 6-7(5)        |
| 5.  | 5 февраля 2012   | Монпелье, Франция          | Хард (зал) | Пол Хенли    | Николя Маю Эдуар Роже-Васслен       | 4-6 6-7(4)        |
| 6.  | 6 октября 2013   | Токио, Япония              | Хард       | Джон Пирс    | Рохан Бопанна Эдуар Роже-Васслен    | 6-7(5) 4-6        |
| 7.  | 15 июня 2014     | Лондон, Великобритания     | Трава      | Джон Пирс    | Александр Пейя Бруно Соарес         | 6-4 6-7(4) [4-10] |
| 8.  | 23 августа 2014  | Уинстон-Сейлем, США        | Хард       | Джон Пирс    | Хуан Себастьян Кабаль Роберт Фара   | 3-6 4-6           |
| 9.  | 28 сентября 2014 | Куала-Лумпур, Малайзия     | Хард (зал) | Джон Пирс    | Марцин Матковский Леандер Паес      | 6-3 6-7(5) [5-10] |
| 10. | 15 февраля 2015  | Роттердам, Нидерланды      | Хард (зал) | Джон Пирс    | Жан-Жюльен Ройер Хория Текэу        | 6-3 3-6 [8-10]    |
| 11. | 26 апреля 2015   | Барселона, Испания         | Грунт      | Джон Пирс    | Марин Драганя Хенри Континен        | 3-6 7-6(6) [9-11] |
| 12. | 12 июля 2015     | Уимблдон                   | Трава      | Джон Пирс    | Жан-Жюльен Ройер Хория Текэу        | 6-7(5) 4-6 4-6    |
| 13. | 12 сентября 2015 | Открытый чемпионат США     | Хард       | Джон Пирс    | Николя Маю Пьер-Юг Эрбер            | 4-6 4-6           |
| 14. | 25 октября 2015  | Вена, Австрия              | Хард (зал) | Джон Пирс    | Лукаш Кубот Марсело Мело            | 6-4 6-7(3) [6-10] |
| 15. | 1 ноября 2015    | Базель, Швейцария          | Хард (зал) | Джон Пирс    | Александр Пейя Бруно Соарес         | 5-7 5-7           |
| 16. | 17 апреля 2016   | Монте-Карло, Монако        | Грунт      | Бруно Соарес | Николя Маю Пьер-Юг Эрбер            | 6-4 0-6 [6-10]    |
| 17. | 31 июля 2016     | Торонто, Канада            | Хард       | Бруно Соарес | Иван Додиг Марсело Мело             | 4-6 4-6           |
| 18. | 14 января 2017   | Сидней, Австралия          | Хард       | Бруно Соарес | Уэсли Колхоф Матве Мидделкоп        | 3-6 5-7           |
| 19. | 20 августа 2017  | Цинциннати, США            | Хард       | Бруно Соарес | Николя Маю Пьер-Юг Эрбер            | 6-7(6) 4-6        |
| 20. | 8 октября 2017   | Токио, Япония (2)          | Хард       | Бруно Соарес | Бен Маклахлан Ясутака Утияма        | 4-6 6-7(1)        |
| 21. | 5 января 2018    | Доха, Катар                | Хард       | Бруно Соарес | Оливер Марах Мате Павич             | 2-6 6-7(6)        |
| 22. | 24 июня 2018     | Лондон, Великобритания (2) | Трава      | Бруно Соарес | Хенри Континен Джон Пирс            | 4-6 3-6           |
| 23. | 14 октября 2018  | Шанхай, Китай              | Хард       | Бруно Соарес | Лукаш Кубот Марсело Мело            | 4-6 2-6           |
| 24. | 28 апреля 2019   | Барселона, Испания (2)     | Грунт      | Бруно Соарес | Хуан Себастьян Кабаль Роберт Фара   | 4-6 6-7(4)        |
| 25. | 29 августа 2020  | Нью-Йорк, США (2)          | Хард       | Нил Скупски  | Алекс де Минор Пабло Карреньо Буста | 2-6 5-7           |
| 26. | 1 ноября 2020    | Вена, Австрия (2)          | Хард (зал) | Нил Скупски  | Лукаш Кубот Марсело Мело            | 6-7(5) 5-7        |
| 27. | 10 сентября 2021 | Открытый чемпионат США (2) | Хард       | Бруно Соарес | Раджив Рам Джо Солсбери             | 6-3 2-6 2-6       |
| 28. | 20 февраля 2022  | Рио-де-Жанейро, Бразилия   | Грунт      | Бруно Соарес | Симоне Болелли Фабио Фоньини        | 5-7 7-6(2) [6-10] |
| 29. | 8 января 2023    | Аделаида (I), Австралия    | Хард       | Майкл Винус  | Ллойд Гласспул Харри Хелиёваара     | 3-6 6-7(3)        |
| 30. | 20 августа 2023  | Цинциннати, США (3)        | Хард       | Майкл Винус  | Максимо Гонсалес Андрес Мольтени    | 6-3 1-6 [9-11]    |
| 31. | 22 октября 2023  | Токио, Япония (3)          | Хард       | Майкл Винус  | Макс Пёрселл Ринки Хидзиката        | 4-6 1-6           |

### Финалы челленджеров и фьючерсов в парном разряде (40)

#### Победы (22)
| Условные обозначения |
| Челленджеры (0+12)*  |
| Фьючерсы (0+10)      |

| Титулы по покрытиям | Титулы по месту проведения матчей турнира |
| ------------------- | ----------------------------------------- |
| Хард (0+16)*        | Зал (0+13)                                |
| Грунт (0+4)         | Зал (0+13)                                |
| Трава (0+1)         | Открытый воздух (0+9)                     |
| Ковёр (0+1)         | Открытый воздух (0+9)                     |

* количество побед в одиночном разряде + количество побед в парном разряде.
| №   | Дата             | Турнир                        | Покрытие    | Партнёр         | Соперники в финале                  | Счёт              |
| 1.  | 3 апреля 2005    | Векшё, Швеция                 | Хард (зал)  | Колин Флеминг   | Том Берн Лазарь Магдинчев           | 7-6(4) 6-3        |
| 2.  | 10 апреля 2005   | Векшё, Швеция                 | Хард (зал)  | Колин Флеминг   | Ник Рейни Брайан Уилсон             | 5-7 6-3 7-6(2)    |
| 3.  | 17 апреля 2005   | Векшё, Швеция                 | Хард (зал)  | Колин Флеминг   | Стивен Митчелл Карл-Хенрик Хансен   | 6-2 4-6 6-2       |
| 4.  | 4 сентября 2005  | Ноттингем, Великобритания     | Хард        | Колин Флеминг   | Фредерик Сундстен Оливье Шарруа     | 7-6(4) 6-3        |
| 5.  | 25 сентября 2005 | Глазго, Великобритания        | Хард (зал)  | Колин Флеминг   | Дэвид Корри Джим Мэй                | 6-4 6-4           |
| 6.  | 2 октября 2005   | Эдинбург, Великобритания      | Хард (зал)  | Колин Флеминг   | Мэттью Лотт Гари Томсон             | 6-3 6-3           |
| 7.  | 9 октября 2005   | Болтон, Великобритания        | Хард (зал)  | Росс Хатчинс    | Роман Герольд Бенедикт Стронк       | 4-6 7-6(2) 6-4    |
| 8.  | 13 ноября 2005   | Римуски, Канада               | Хард (зал)  | Росс Хатчинс    | Фредерик Сундстен Ли Чайлдс         | 7-6(5) 7-6(6)     |
| 9.  | 8 января 2006    | Эксмут, Великобритания        | Ковёр (зал) | Колин Флеминг   | Джошуа Гудолл Росс Хатчинс          | 6-3 3-6 6-3       |
| 10. | 5 февраля 2006   | Шеффилд, Великобритания       | Хард (зал)  | Колин Флеминг   | Мартин Ли Дэвид Шервуд              | 6-4 6-4           |
| 11. | 3 сентября 2006  | Комо, Италия                  | Грунт       | Джейми Дельгадо | Виктор Кривой Габриэль Морару       | 6-2 4-6 [10-7]    |
| 12. | 11 февраля 2007  | Даллас, США                   | Хард (зал)  | Эрик Буторак    | Раджив Рам Бобби Рейнольдс          | 6-4 6-7(4) [10-7] |
| 13. | 23 августа 2009  | Трани, Италия                 | Грунт       | Джейми Дельгадо | Симон Гройль Алессандро Мотти       | 3-6 6-4 [12-10]   |
| 14. | 13 сентября 2009 | Алфен-ан-ден-Рейн, Нидерланды | Грунт       | Джонатан Маррей | Сергей Бубка Сергей Стаховский      | 6-1 6-4           |
| 15. | 27 сентября 2009 | Любляна, Словения             | Грунт       | Джейми Дельгадо | Симоне Ваньоцци Стефан Робер        | 6-3 6-3           |
| 16. | 8 ноября 2009    | Астана, Казахстан             | Хард (зал)  | Джонатан Маррей | Рогир Вассен Дэвид Мартин           | 4-6 6-3 [10-5]    |
| 17. | 17 января 2010   | Салинас, Эквадор              | Хард        | Джонатан Маррей | Санчай Ративатана Сончат Ративатана | 6-3 6-4           |
| 18. | 14 февраля 2010  | Бергамо, Италия               | Хард (зал)  | Джонатан Маррей | Кароль Бек Иржи Кркошка             | 6-1 6-7(2) [10-8] |
| 19. | 17 октября 2010  | Ташкент, Узбекистан           | Хард        | Росс Хатчинс    | Кароль Бек Филип Полашек            | 2-6 6-4 [10-8]    |
| 20. | 21 ноября 2010   | Братислава, Словакия          | Хард (зал)  | Колин Флеминг   | Филип Полашек Тревис Пэрротт        | 6-2 3-6 [10-6]    |
| 21. | 9 июня 2013      | Ноттингем, Великобритания     | Трава       | Джон Пирс       | Кен Скупски Нил Скупски             | 6-2 6-7(3) [10-6] |
| 22. | 17 марта 2019    | Финикс, США                   | Хард        | Нил Скупски     | Остин Крайчек Артём Ситак           | 6-7(2) 7-5 [10-6] |

#### Поражения (18)
| №   | Дата             | Турнир                    | Покрытие   | Партнёр          | Соперники в финале                 | Счёт                 |
| 1.  | 3 октября 2004   | Эдинбург, Великобритания  | Хард (зал) | Том Берн         | Ричард Блумфилд Крис Льюис         | 4-6 1-6              |
| 2.  | 15 мая 2005      | Солихалл, Великобритания  | Грунт      | Колин Флеминг    | Алессандро Мотти Флавио Чиполла    | 6-7(5) 3-6           |
| 3.  | 22 мая 2005      | Солихалл, Великобритания  | Грунт      | Колин Флеминг    | Алессандро Мотти Флавио Чиполла    | 4-6 5-7              |
| 4.  | 17 июля 2005     | Фринтон, Великобритания   | Трава      | Колин Флеминг    | Нил Бамфорд Дэвид Корри            | 5-7 4-6              |
| 5.  | 7 августа 2005   | Ноттингем, Великобритания | Хард       | Колин Флеминг    | Джошуа Гудолл Росс Хатчинс         | 4-6 4-6              |
| 6.  | 15 января 2006   | Барнстапл, Великобритания | Хард (зал) | Колин Флеминг    | Джошуа Гудолл Росс Хатчинс         | 6-7(3) 7-6(6) 6-7(4) |
| 7.  | 29 января 2006   | Рексем, Великобритания    | Хард (зал) | Колин Флеминг    | Жан-Франсуа Башло Стефан Робер     | 4-6 5-7              |
| 8.  | 19 февраля 2006  | Шеффилд, Великобритания   | Хард (зал) | Колин Флеминг    | Мартин Ли Дэвид Шервуд             | 4-6 5-7              |
| 9.  | 26 февраля 2006  | Шеффилд, Великобритания   | Хард (зал) | Колин Флеминг    | Мартин Ли Дэвид Шервуд             | 5-7 4-6              |
| 10. | 9 июля 2006      | Дублин, Ирландия          | Ковёр      | Колин Флеминг    | Мартейн ван Хастерен Яспер Смит    | 3-6 6-2 [8-10]       |
| 11. | 13 августа 2006  | Бингемтон, США            | Хард       | Колин Флеминг    | Скотт Липски Дэвид Мартин          | 5-7 7-5 [3-10]       |
| 12. | 10 сентября 2006 | Генуя, Италия             | Хард       | Джейми Дельгадо  | Адриано Бьязелла Марсело Шарпентье | 4-6 6-4 [11-13]      |
| 13. | 29 октября 2006  | Ноттингем, Великобритания | Хард (зал) | Джейми Дельгадо  | Филип Прпич Николя Турт            | 4-6 6-4 [7-10]       |
| 14. | 12 ноября 2006   | Братислава, Словакия      | Хард (зал) | Джордан Керр     | Эрик Буторак Тревис Пэрротт        | 5-7 3-6              |
| 15. | 28 марта 2010    | Джерси, Великобритания    | Хард (зал) | Джонатан Маррей  | Рохан Бопанна Кен Скупски          | 2-6 6-1 [6-10]       |
| 16. | 2 мая 2010       | Родос, Греция             | Хард       | Джонатан Маррей  | Дастин Браун Симон Штадлер         | 6-7(4) 7-6(4) [7-10] |
| 17. | 15 сентября 2012 | Петанж, Люксембург        | Хард (зал) | Андре Са         | Кристофер Кас Дик Норман           | 6-2 2-6 [8-10]       |
| 18. | 22 сентября 2019 | Глазго, Великобритания    | Хард (зал) | Джон-Патрик Смит | Рубен Бемельманс Даниэль Мазур     | 6-4 3-6 [8-10]       |

### Финалы турниров Большого шлема в смешанном парном разряде (8)

#### Победы (5)
| №  | Год  | Турнир                     | Покрытие | Партнёрша           | Соперники в финале              | Счёт           |
| 1. | 2007 | Уимблдон                   | Трава    | Елена Янкович       | Алисия Молик Йонас Бьоркман     | 6-4 3-6 6-1    |
| 2. | 2017 | Уимблдон (2)               | Трава    | Мартина Хингис      | Хезер Уотсон Хенри Континен     | 6-4 6-4        |
| 3. | 2017 | Открытый чемпионат США     | Хард     | Мартина Хингис      | Чжань Хаоцин Майкл Винус        | 6-1 4-6 [10-8] |
| 4. | 2018 | Открытый чемпионат США (2) | Хард     | Бетани Маттек-Сандс | Алиция Росольская Никола Мектич | 2-6 6-3 [11-9] |
| 5. | 2019 | Открытый чемпионат США (3) | Хард     | Бетани Маттек-Сандс | Чжань Хаоцин Майкл Винус        | 6-2 6-3        |

#### Поражения (3)
| №  | Год  | Турнир                       | Покрытие | Партнёрша           | Соперники в финале               | Счёт           |
| 1. | 2008 | Открытый чемпионат США       | Хард     | Лизель Хубер        | Кара Блэк Леандер Паес           | 6-7(6) 4-6     |
| 2. | 2018 | Уимблдон                     | Трава    | Виктория Азаренко   | Николь Мелихар Александр Пейя    | 6-7(1) 3-6     |
| 3. | 2020 | Открытый чемпионат Австралии | Хард     | Бетани Маттек-Сандс | Барбора Крейчикова Никола Мектич | 7-5 4-6 [1-10] |

### Финалы командных турниров (1)

#### Победа (1)
| №  | Год  | Турнир       | Команда                                                 | Соперник в финале                                   | Счёт |
| 1. | 2015 | Кубок Дэвиса | Великобритания Дж. Маррей, Э.Маррей, Дж. Уорд, К.Эдмунд | Бельгия Р.Бемельманс, Д.Гоффен, С.Дарси, К.Коппеянс | 3-1  |

## История выступлений на турнирах
По состоянию на 5 мая 2025 года
Для того, чтобы предотвратить неразбериху и удваивание счета, информация в этой таблице корректируется только по окончании турнира или по окончании участия там данного игрока.
| Турнир                       | 2006          | 2007          | 2008  | 2009          | 2010          | 2011          | 2012  | 2013          | 2014          | 2015          | 2016  | 2017          | 2018          | 2019          | 2020          | 2021   | 2022          | 2023          | 2024  | 2025  | Итог   | В/П за карьеру |
| ---------------------------- | ------------- | ------------- | ----- | ------------- | ------------- | ------------- | ----- | ------------- | ------------- | ------------- | ----- | ------------- | ------------- | ------------- | ------------- | ------ | ------------- | ------------- | ----- | ----- | ------ | -------------- |
| Турниры Большого шлема       |               |               |       |               |               |               |       |               |               |               |       |               |               |               |               |        |               |               |       |       |        |                |
| Открытый чемпионат Австралии | -             | 1Р            | 1Р    | 1Р            | -             | 2Р            | 1Р    | 1Р            | 2Р            | 3Р            | П     | 1Р            | 2Р            | 1/4           | 2Р            | 1/2    | 3Р            | 2Р            | 1Р    | 2Р    | 1 / 18 | 23-17          |
| Открытый чемпионат Франции   | -             | 1Р            | 1Р    | 1Р            | 1Р            | 2Р            | 1Р    | 2Р            | 3Р            | 3Р            | 3Р    | 1/4           | 2Р            | 1Р            | 1/4           | 3Р     | 2Р            | 3Р            | 2Р    |       | 0 / 18 | 21-18          |
| Уимблдонский турнир          | 1Р            | 3Р            | 3Р    | 1Р            | 1Р            | 2Р            | 2Р    | 1Р            | 3Р            | Ф             | 1/4   | 2Р            | 1/4           | 1Р            | НП            | 2Р     | 3Р            | 1/4           | 1Р    |       | 0 / 18 | 26-18          |
| Открытый чемпионат США       | -             | 2Р            | 1Р    | -             | -             | 1Р            | 1Р    | 1/4           | 1Р            | Ф             | П     | 1/4           | 1/4           | 1/2           | 1/4           | Ф      | 2Р            | 2Р            | 1Р    |       | 1 / 16 | 34-15          |
| Итог                         | 0 / 1         | 0 / 4         | 0 / 4 | 0 / 3         | 0 / 2         | 0 / 4         | 0 / 4 | 0 / 4         | 0 / 4         | 0 / 4         | 2 / 4 | 0 / 4         | 0 / 4         | 0 / 4         | 0 / 4         | 0 / 4  | 0 / 4         | 0 / 4         | 0 / 4 | 0 / 1 | 2 / 70 |                |
| В/П в сезоне                 | 0-1           | 3-4           | 2-4   | 0-3           | 0-2           | 3-4           | 1-4   | 4-4           | 5-4           | 14-4          | 17-2  | 7-4           | 8-4           | 7-4           | 6-3           | 12-4   | 6-4           | 7-4           | 1-4   | 1-1   |        | 104-68         |
| Итоговые турниры             |               |               |       |               |               |               |       |               |               |               |       |               |               |               |               |        |               |               |       |       |        |                |
| Итоговый турнир ATP          | -             | -             | -     | -             | -             | -             | -     | -             | -             | Группа        | 1/2   | 1/2           | 1/2           | -             | -             | Группа | -             | -             | -     |       | 0 / 5  | 9-9            |
| Олимпийские игры             |               |               |       |               |               |               |       |               |               |               |       |               |               |               |               |        |               |               |       |       |        |                |
| Летняя олимпиада             | Не проводился | Не проводился | 2Р    | Не проводился | Не проводился | Не проводился | 1Р    | Не проводился | Не проводился | Не проводился | 1Р    | Не проводился | Не проводился | Не проводился | Не проводился | 2Р     | Не проводился | Не проводился | -     | НП    | 0 / 4  | 2-4            |

| Турнир                       | 2007          | 2008          | 2009          | 2010          | 2011          | 2012  | 2013          | 2014          | 2015          | 2016  | 2017          | 2018          | 2019          | 2020          | 2021  | 2022          | 2023          | 2024  | 2025  | Итог   | В/П за карьеру |
| ---------------------------- | ------------- | ------------- | ------------- | ------------- | ------------- | ----- | ------------- | ------------- | ------------- | ----- | ------------- | ------------- | ------------- | ------------- | ----- | ------------- | ------------- | ----- | ----- | ------ | -------------- |
| Турниры Большого шлема       |               |               |               |               |               |       |               |               |               |       |               |               |               |               |       |               |               |       |       |        |                |
| Открытый чемпионат Австралии | -             | 2Р            | 2Р            | -             | 1Р            | 1Р    | -             | 1Р            | 2Р            | 1/4   | -             | 2Р            | 1/4           | Ф             | 2Р    | -             | 1/4           | 2Р    | 1Р    | 0 / 14 | 16-14          |
| Открытый чемпионат Франции   | -             | 1/4           | -             | -             | 1/2           | -     | -             | 1Р            | 2Р            | 1/4   | -             | 1Р            | -             | НП            | 1Р    | -             | 2Р            | -     |       | 0 / 8  | 8-7            |
| Уимблдонский турнир          | П             | 1/2           | 1/2           | 1Р            | 2Р            | -     | 1Р            | 1/4           | -             | -     | П             | Ф             | 2Р            | НП            | -     | 2Р            | 2Р            | 1/4   |       | 2 / 13 | 30-11          |
| Открытый чемпионат США       | 1/2           | Ф             | -             | -             | 1Р            | -     | -             | 2Р            | 2Р            | -     | П             | П             | П             | НП            | 1Р    | 1Р            | 2Р            | -     |       | 3 / 11 | 25-8           |
| Итог                         | 1 / 2         | 0 / 4         | 0 / 2         | 0 / 1         | 0 / 4         | 0 / 1 | 0 / 1         | 0 / 4         | 0 / 3         | 0 / 2 | 2 / 2         | 1 / 4         | 1 / 3         | 0 / 1         | 0 / 3 | 0 / 2         | 0 / 4         | 0 / 2 | 0 / 1 | 5 / 46 |                |
| В/П в сезоне                 | 9-1           | 9-4           | 4-2           | 0-1           | 4-4           | 0-1   | 0-1           | 3-4           | 3-3           | 4-2   | 10-0          | 11-3          | 8-2           | 4-1           | 1-3   | 1-2           | 5-3           | 3-2   | 0-1   |        | 79-40          |
| Олимпийские игры             |               |               |               |               |               |       |               |               |               |       |               |               |               |               |       |               |               |       |       |        |                |
| Летняя олимпиада             | Не проводился | Не проводился | Не проводился | Не проводился | Не проводился | -     | Не проводился | Не проводился | Не проводился | 1Р    | Не проводился | Не проводился | Не проводился | Не проводился | -     | Не проводился | Не проводился | -     | НП    | 0 / 1  | 0-1            |